# El Progreso (Guatemala)
El Progreso est une ville du Guatemala dans le département de Jutiapa.